# 임영대군 이구 묘역 및 사당
임영대군 이구 묘역 및 사당(臨瀛大君 李璆 墓域 및祠堂)은 대한민국 경기도 의왕시 내손동에 있는 조선시대의 임영대군의 묘역 및 사당이다. 2000년 3월 24일 경기도의 문화재자료 제98호로 지정되었다.

## 개요
의왕시 내손동 산154-1에 있는 세종대왕의 넷째왕자인 임영대군 묘 및 사당은 능안 마을 뒤쪽 모락산 중턱에 자리잡고 있다. 묘역은 3단으로 상단에는 봉분과 비석이 있는데 봉분은 둘레가 1,650cm, 높이가 210cm로 대형이다. 봉분주변의 호석은 1981년에 새로 축조한 것으로 동서남북의 모서리에 대나무, 꽃, 새 등의 무늬를 새겨놓았다. 봉분의 동쪽에는 높이 200cm, 너비 50cm의 비석이 있는데 앞면에「조선국왕자임영대군정간공지묘 (朝鮮國王子臨瀛大君貞簡公之墓)」 뒷면에는「개국오백삼십삼년알봉곤돈병월일중건신좌(開國五百三十三年閼逢困敦病月日重建辛坐)」가 새겨져 있다.
중단에는 상석, 망주석 2개, 장명 등이 있다. 원래의 상석은 없어지고 1981년 새로 만든 이 상석은 140×90×45cm의 크기이고, 비석은 너비 43cm, 높이 36cm로 중간에 문고리 모양이 양각되어 있다. 숙종때 세웠다고 하는 장명등은 사방으로 4개의 구멍이 뚫려 있다. 하단에는 동서 양쪽에 높이 250cm의 문신석인이 있는데, 얼굴이 새겨진 이목구비가 뚜렷하고 두손을 모아쥐고 있는 홀도 선명하다. 임영대군의 신주를 모신 사당은 묘역에서 동쪽으로 약 200m 떨어진 곳이다. 원래 사당의 위치는 마을에 있었으나, 지금부터 약 180년 전에 현재의 위치로 옮겼다고 한다. 제향은 음력으로 정월 21일 낮 12시에 행하며 전국에서 많은 후손들이 참여한다고 한다. 사당은 크지는 않지만 건물의 짜임새나 전체적인 균형이 잘 맞추어져 있다.

## 참고 문헌
- 임영대군이구묘역및사당 - 국가유산청 국가유산포털